# David’s Sling
David’s Sling (hebräisch קֶלַע דָּוִיד Qela Dawid, deutsch ‚Schleuder Davids‘), zu Beginn auch als Magic Wand (hebräisch שַׁרְבִיט קְסָמִים Scharvīṭ Qsamīm, deutsch ‚Zauberstab‘) bezeichnet, ist ein Flugabwehr- und Raketenabwehrsystem, das gemeinschaftlich von dem israelischen staatlichen Rüstungsunternehmen Rafael und dem US-amerikanischen Rüstungsunternehmen Raytheon für die Israelischen Verteidigungsstreitkräfte entwickelt wurde.

## Entwicklung
Die zunehmende Bedrohung Israels durch feindliche Raketen, vor allem durch Qassam-Kurzstreckenraketen der Hamas aus dem Gazastreifen, Katjuscha-Kurzstreckenraketen der Hisbollah aus dem Südlibanon und iranische Mittelstreckenraketen, haben zur Entwicklung eines Raketenschutzschildes mit verschiedenen Abwehrsystemen geführt. Während gegen Langstreckenraketen bereits das Arrow-System im Einsatz ist, soll David’s Sling zur Bekämpfung von Raketen mit einer Reichweite von 70 bis über 300 km eingesetzt werden. Weiter ist das System Iron Dome zur Abwehr von Artillerieraketen mit einer Reichweite von unter 70 km im Einsatz.
Rafael wurde 2006 mit der Entwicklung beauftragt. Um die US-amerikanische Militärhilfe für das Projekt in Anspruch nehmen zu können, wurde eine Partnerschaft mit Raytheon eingegangen. Bei Raytheon erhielt die Abfangrakete die Bezeichnung Stunner. Bei der Entwicklung der Stunner-Lenkwaffen griffen die Entwickler z. T. auf Komponenten der Lenkwaffentypen Python-5, Derby und AIM-120 AMRAAM zurück. Technische Probleme und Finanzschwierigkeiten verzögerten das Projekt, so dass der erste Teststart einer Stunner-Abfangrakete erst im November 2012 erfolgte. Bis 2016 unterstützten die USA die Entwicklung mit knapp einer Milliarde US-Dollar.
Im April 2017 wurden die ersten zwei Batterien auf der Luftwaffenbasis Chazor von Zahal in Betrieb genommen. Längerfristig soll David’s Sling bei den Israelischen Verteidigungsstreitkräften die Systeme MIM-23 Hawk und MIM-104 Patriot ersetzen. Weiter ist auch eine als Luft-Luft-Rakete einsetzbare Ausführung angedacht. Ebenso läuft bei Raytheon das Projekt Patriot Advanced Affordable Capability-4 (PAAC-4) welches eine Integration der Stunner-Abfangrakete in das MIM-104 Patriot-System vorsieht.

## Technik

### Allgemein
David’s Sling wurde primär zur Bekämpfung von Langstrecken-Artillerieraketen und ballistischen Kurzstreckenraketen konzipiert. Dazu zählen u. a. die Raketentypen WS-1, WS-2, 9K72 Elbrus und 9K720 Iskander. Daneben eignet sich das System auch zur Bekämpfung von Kampfflugzeugen und Marschflugkörpern. Die Ziele sollen von wenigen Metern über Grund bis in eine Flughöhe von rund 15 km bekämpft werden können. Die maximale Zielgeschwindigkeit kann bis zu Mach 7,5 betragen. Zusammen mit den Systemen Arrow und Iron Dome kommt David’s Sling im Rahmen des israelischen Raketenschutzschildes zum Einsatz. Daneben kann es auch im Sensorverbund mit anderen Flugabwehrsystemen (z. B. Barak-8 und SPYDER) oder auch autonom eingesetzt werden.

### Radar
Zur Luftraumüberwachung, Zielerfassung und Lenkwaffenführung kommt mit David’s Sling das Radar ELM-2084 AESA zum Einsatz. Dies ist ein Multifunktionsradar mit einer Aktiven Phased-Array-Radar-Antenne (AESA) von Elta Systems. Das Radar arbeitet im S-Band und hat eine Erfassungsreichweite von über 470 km. Die Sendeantenne rotiert mit 30–40 Umdrehungen pro Minute und erreicht damit eine Rundumabdeckung von 360°. Daneben kann sie auch stillstehen und für einen statischen Suchsektor mit einem Azimut von 120° eingesetzt werden. Das Radar kann entweder auf einem Lastkraftwagen oder einem Sattelauflieger installiert werden. Weiterhin kann David’s Sling vermutlich auch mit Radardaten des Green-Pine-Radars versorgt werden.

### Lenkwaffenwerfer
Die Stunner-Lenkwaffen sind auf einem Sattelauflieger untergebracht. Die 12 Raketen befinden sich in Transport- und Abschussbehältern und werden vertikal aus diesen gestartet. Um die Starteinheit feuerbereit zu machen, wird der Auflieger abgesattelt und auf Spreizbeine gestellt. Danach werden die Lenkwaffen-Behälter in einem Winkel von 90° angestellt. Auf dem Auflieger sind auch ein Stromerzeugungsaggregat sowie die Gegenstation für den Datenlink zum Feuerleitstand installiert.

### Feuerleitstand
Das Golden Almond-Battle Management System (BMS) ist der zentrale Feuerleitstand einer David’s-Sling-Batterie. Von hier aus führen die Bediener den Feuerkampf, wobei sie auch Anweisungen von einem übergeordneten Gefechtsstand erhalten können. Auf dem Feuerleitstand ist auch die Sendestation für den Datenlink zu den fliegenden Lenkwaffen installiert. Aus dem Feuerleitstand kann zeitgleich eine nicht veröffentlichte Anzahl Stunner-Lenkwaffen gegen eine unbekannte Anzahl Ziele eingesetzt werden. Über das 2-Weg-Datenlink sind die Bediener jederzeit über den Flugweg und Status der Lenkwaffen im Bilde. Der Feuerleitstand verfügt als C2-System über umfangreiche Kommunikationseinrichtungen, die es dem Kampfführungspersonal erlauben, mit verschiedenen Aufklärungs- und Führungssystemen zu kommunizieren.

### Lenkwaffen

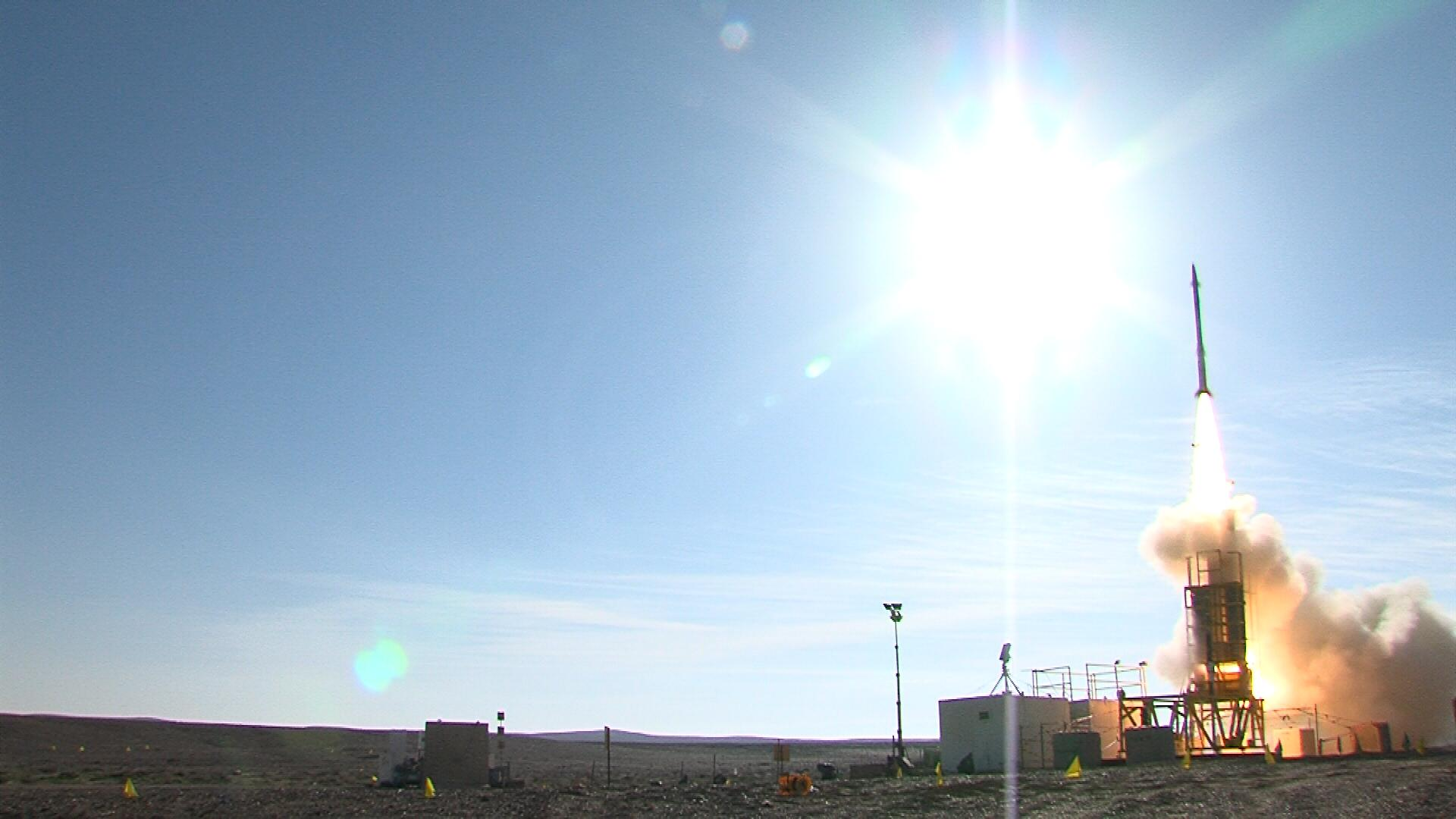
Stunner-Abfangrakete beim ersten Teststart

Die Stunner-Lenkwaffen sind zweistufige Flugkörper und haben am Heck einen Booster. Die eigentlichen Raketen haben einen schlanken, zylinderförmigen Rumpf und sind in vier Sektionen aufgeteilt: In der asymmetrischen Spitze befinden sich die Sensoren für die Zielverfolgung. Diese bestehen aus einem Infrarotsuchkopf sowie einem CCD-Sensoren mit digitaler Bildverarbeitung. Daneben ist weiter ein aktiver Ku-Band-Radar-Suchkopf verbaut. Dahinter folgen die Elektronik, die Aktuatoren und der Näherungszünder. Unmittelbar dahinter ist der Splitter-Gefechtskopf untergebracht. Anschließend folgt der Feststoff-Doppelpulsmotor mit der im Heck untergebrachten Düse. Am Rumpf sind zwei Gruppen von Lenk- und Steuerflächen angebracht. Im hinteren Bereich sind 2 × 4 trapezförmige Stabilisierungsflächen angebracht. Am vorderen Viertel des Rumpfs sind vier trapezförmige Steuerflächen angebracht. Diese Flächen sind, während sich die Lenkwaffe im Transport- und Startbehälter befindet, an den Rumpf angelegt, sie entfalten sich unmittelbar nach dem Start.
Nachdem das bodengebundene Radar die Zieldaten ermittelt hat, werden diese ans Navigationssystem der Rakete weitergegeben. Dann kann diese aus dem Transport- und Abschussbehälter gestartet werden. Die Rakete wird auf einer kinetisch optimalen Flugbahn an den voraus errechneten Kollisionspunkt des Zieles und der Lenkwaffe verschossen. In der ersten Flugphase wird Stunner vom Booster angetrieben. Nach dem Ausbrennen wird dieser abgeworfen und das Feststoffraketentriebwerk zündet. Nach dem Ausbrennen der ersten Sektion des Feststoffraketentriebwerks pausiert dieses und der weitere Marschflug erfolgt antriebslos. Während des Fluges wird die Lenkwaffe weiter über den Datenlink mit Daten des Überwachungsradars versorgt. Die Steuerung erfolgt in dieser Flugphase hierbei mittels eines Inertialen Navigationssystems. Für den Endanflug wird das Raketentriebwerk wieder gezündet, was dem Flugkörper im Endanflug eine hohe Agilität verleiht. Somit verfügt die Stunner beim Endanflug über große Energiereserven und kann Flugmanöver mit hoher Querbelastung ausführen. Ebenso werden für den Endanflug der Aufschlag- und Näherungszünder sowie der bordeigene Suchkopf aktiviert. Das Ziel wird nun nach dem Prinzip der Proportionalnavigation angeflogen. Mit der Verwendung von unterschiedlichen Sensoren soll das eigentliche Ziel von Täuschkörpern unterschieden werden und mit einem Direkttreffer zerstört werden (englisch: „Hit-To-Kill“). Damit soll eine sichere Zerstörung des Gefechtskopfes gewährleistet werden. Bei einem knappen Vorbeiflug erfolgt die Sprengkopfzündung durch den Näherungszünder. Verfehlt die Lenkwaffe das Ziel, so kann sie vom Feuerleitstand aus gesprengt werden. Die Stunner-Lenkwaffen können sowohl nach dem Fire-and-Forget-Prinzip oder auch mittels Kommandolenkung über den Datenlink ins Ziel gebracht werden.

#### Reichweite
Die Reichweite von David’s Sling unterliegt seit dem Projektstart der Geheimhaltung und so wird über Reichweiten zwischen 30 km bis über 280 km spekuliert. So erklärte ein Pressesprecher von Rafael im Jahr 2013 an der Pariser Luftfahrtschau, dass David’s Sling eine Reichweite von 160 km besitzt. Vergleicht man das System mit den Flugabwehrraketen Aster (120–160 km), Barak-8ER (150 km), 9M96D (120 km), welche über eine ähnliche Konzeption, Geometrie, Größe, Gewicht, Sprengkopf, Fluggeschwindigkeit und Antriebsart verfügen, so kann durchaus eine grobe Reichweite geschätzt werden. Besonders der Vergleich mit dem Zweistufensystem Barak-8ER liegt nahe, da hier ebenfalls eine schlanke Lenkwaffe mit bordeigenem Suchkopf mit einem dicken Booster kombiniert wird. So erscheint für David’s Sling, trotz einer gewissen Unsicherheit, eine Reichweite von 75–100 km durchaus realistisch.

## Einsatz
- Am Morgen des 23. Juli 2018 wurde von Israel der Start von zwei 9K79-Totschka-Kurzstreckenraketen in Syrien festgestellt. Erste Berechnungen ergaben für die Kurzstreckenraketen einen Kurs in Richtung Israel. Daraufhin wurden von einer nördlich von Safed stationierten David’s-Sling-Batterie zwei Stunner-Abwehrraketen gestartet. Nach dem Start stellten die Bediener fest, dass die beiden Kurzstreckenraketen nicht auf israelischem Gebiet einschlagen werden. Daraufhin wurde eine Abwehrrakete im Flug gesprengt und zur zweiten verlor man den Kontakt. Nach israelischen Angaben stürzte die zweite Abwehrrakete vermutlich über syrischem Gebiet ab.[19][20] Gemäß einer Meldung auf dem chinesischen Nachrichtenportal Sina.com sei diese Abwehrrakete später durch Syrer geborgen und anschließend an Russland übergeben worden.[21][22]

- Beim iranischen Angriff auf Israel am 13. April 2024 wurde David’s Sling zur Bekämpfung von ballistischen Raketen, Marschflugkörpern und Drohnen eingesetzt.[23][24][25][26]

- Beim iranischen Angriff auf Israel am 1. Oktober 2024 wurde David’s Sling gegen iranische Mittelstreckenraketen eingesetzt.[27]

- Im Israelisch-iranischen Krieg wurde David’s Sling zur Bekämpfung von ballistischen Raketen aus dem Iran eingesetzt.[28]

## Verbreitung
David’s Sling wurde Indien sowie Golfstaaten zum Kauf angeboten und von Polen im Rahmen des SkyCeptor-Programms evaluiert. Die Entscheidung fiel aber zu Gunsten der MIM-104 Patriot aus. Von der Schweiz wurde David’s Sling im Rahmen des Projekts Air2030 evaluiert. Nachdem aber vom Hersteller keine Offerte eintraf, schied das System aus dem Auswahlverfahren aus. Israelische Quellen berichteten daraufhin, die Vereinigten Staaten hätten Israel unter Druck gesetzt, das David’s-Sling-Raketenabwehrsystem zugunsten von Raytheons MIM-104-Patriot-System aus dem Air2030-Wettbewerb herauszuhalten.
 Israel
Im Jahr 2018 standen in Israel zwei Batterien im Einsatz.
 Finnland
Am 5. April 2023 gab das finnische Verteidigungsministerium bekannt, dass die Verteidigungskräfte Finnlands das System David’s Sling mit einem Bestellvolumen von 316 Millionen Euro anschaffen werden.